# MFK Pardubice
MFK Pardubice (celým názvem: Mládežnický fotbalový klub Pardubice) byl český mládežnický fotbalový klub, který sídlil v Pardubicích ve stejnojmenném kraji. V roce 2008 došlo k masivní fúzi pardubických fotbalových klubů, která měla za následek založení nového subjektu FK Pardubice. Tento čin se považoval za konečné sloučení pardubické kopané.
Své domácí zápasy odehrával na stadionu Pod Vinicí s kapacitou 3 000 diváků.

## Historické názvy
Zdroj: 
- 1999 – MFK Pardubice (Mládežnický fotbalový klub Pardubice)
- 2008 – fúze s FK Tesla Pardubice a FK Junior Pardubice ⇒ FK Pardubice
- 2008 – zánik